# جين مايلز
جين مايلز (بالإنجليزية: Gene Miles)‏ هو لاعب دوري الرغبي أسترالي، ولد في 21 يوليو 1959 في تاونسفيل في أستراليا.